# قمة البريكس 2020
قمة بريكس 2020 هي القمة الثانية عشرة السنوية لمجموعة البريكس حضرها رؤساء دول وحكومات الدول الخمس الأعضاء في المنظمة وهي البرازيل وروسيا والهند والصين وجنوب إفريقيا. كان من المقرر عقد الاجتماع في سانت بطرسبرغ في الفترة من 21 إلى 23 يوليو 2020، ولكن أُجل إلى أجل غير مسمى بسبب تفشي جائحة فيروس كورونا.
كانت آخر مرة ترأست فيها روسيا قمة البريكس كانت القمة السابعة 2015 في مدينة أوفا. عُقد  اجتماع شيربا الأول في سانت بطرسبرغ في الفترة من 11 إلى 13 فبراير 2020، برئاسة سيرجي ريابكوف ، نائب وزير خارجية الاتحاد الروسي والشيربا الروسي لدول البريكس.

## القادة المشاركون

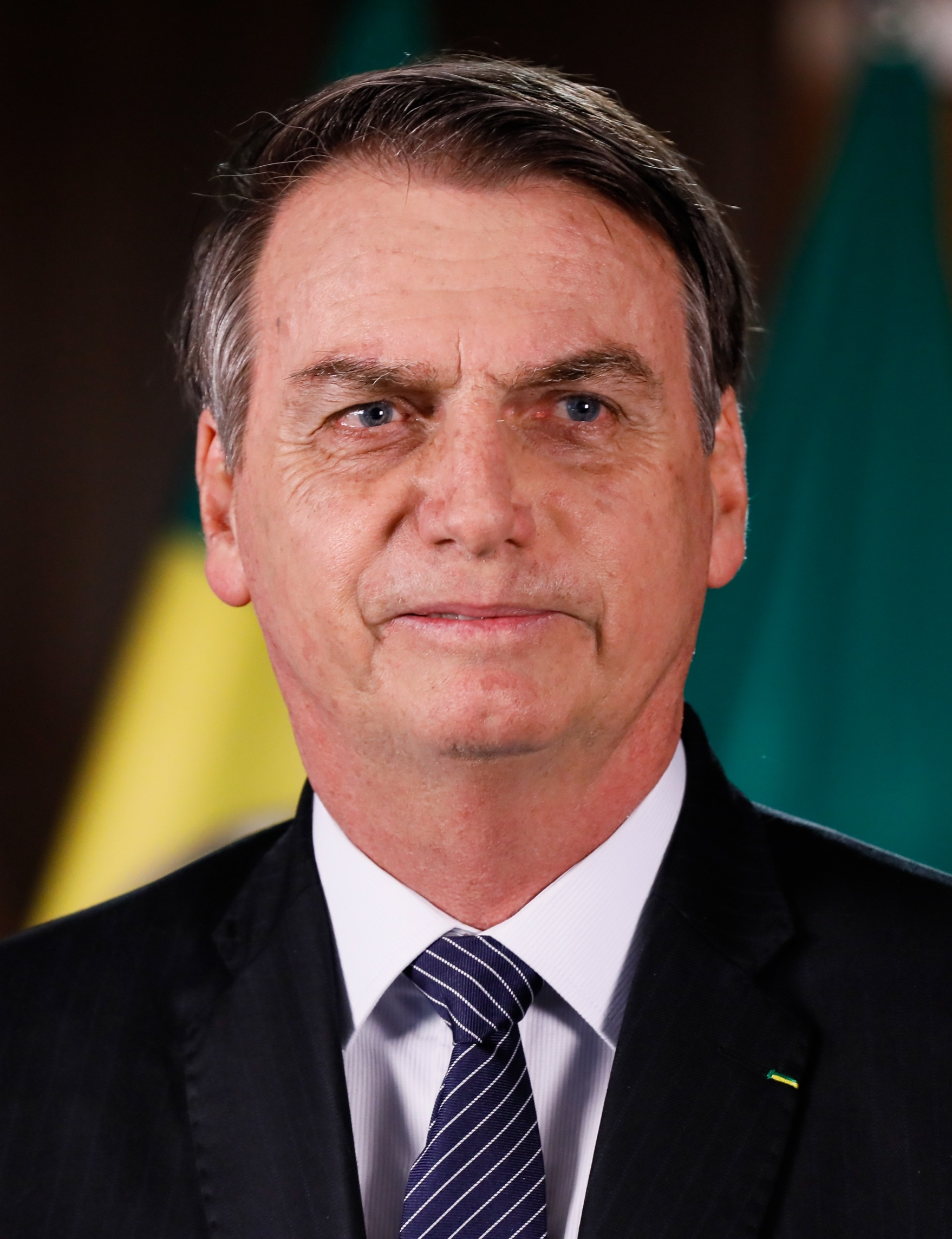
' جايير بولسونارو، رئيس البرازيل
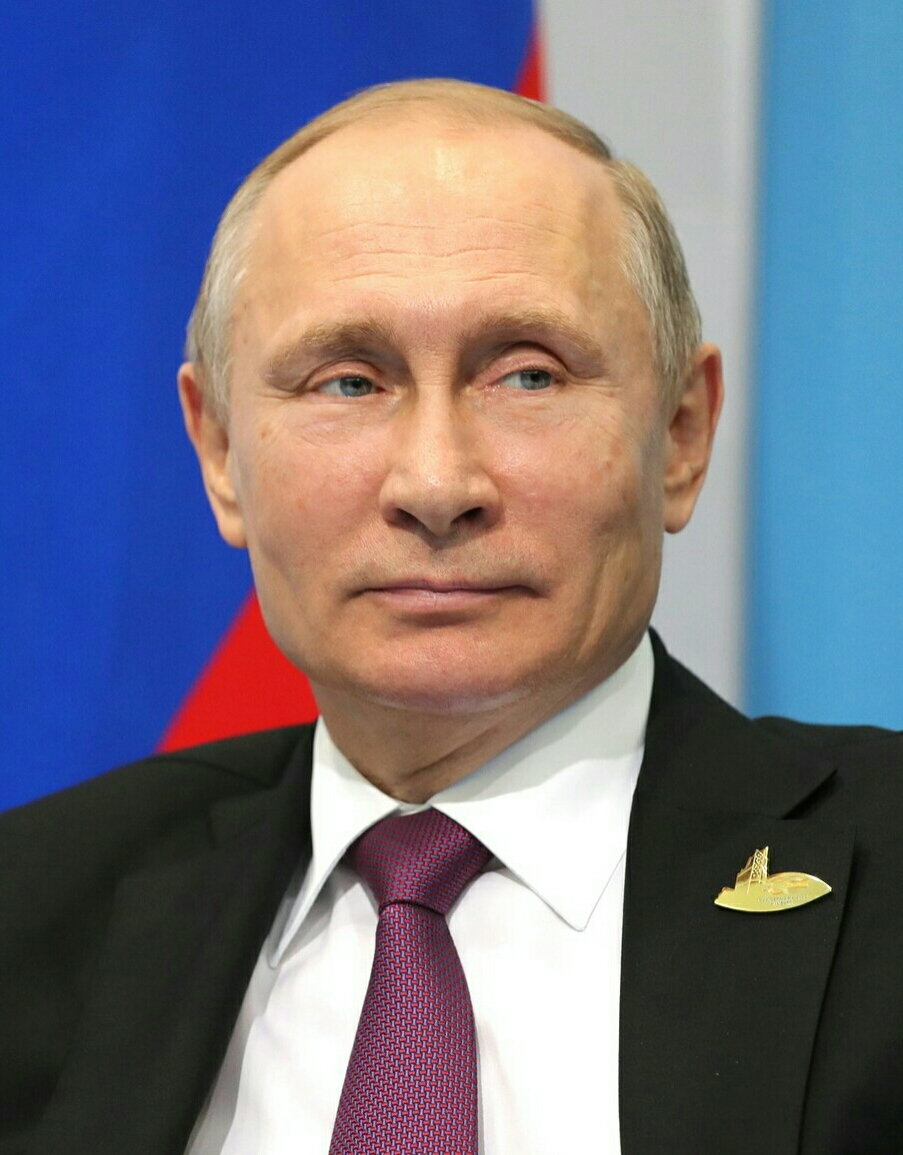
' فلاديمير بوتين، رئيس روسيا (المضيف)
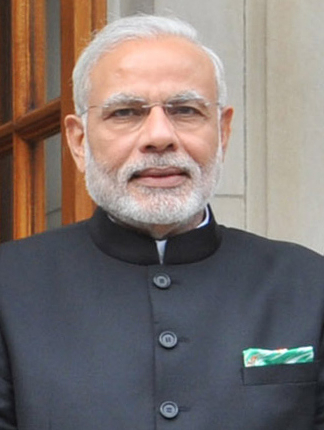
' ناريندرا مودي، رئيس وزراء الهند
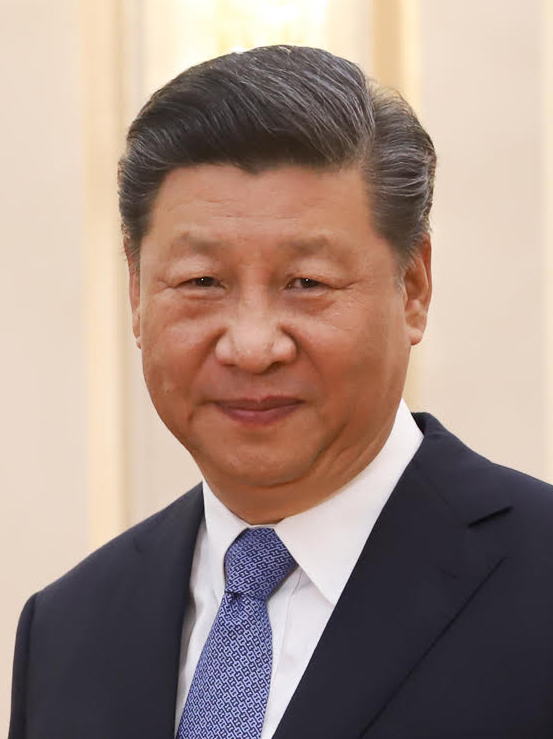
' شي جين بينغ، رئيس الصين
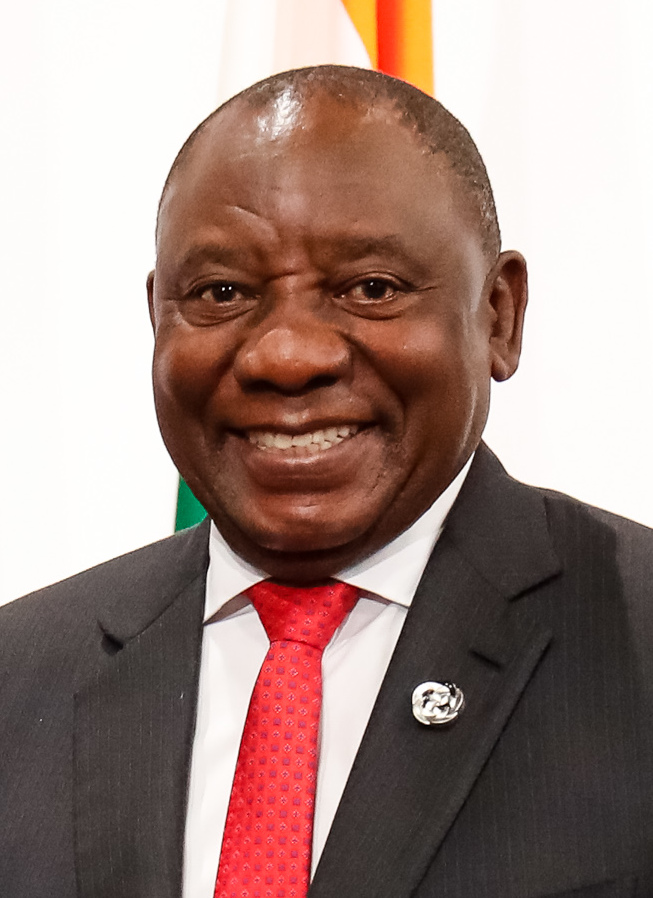
' سيريل رامافوزا، رئيس جنوب أفريقيا

- البرازيل
جايير بولسونارو، رئيس البرازيل
- روسيا
فلاديمير بوتين، رئيس روسيا (المضيف)
- الهند
ناريندرا مودي، رئيس وزراء الهند
- الصين
شي جين بينغ، رئيس الصين
- جنوب إفريقيا
سيريل رامافوزا، رئيس جنوب أفريقيا